# عملية جدعون

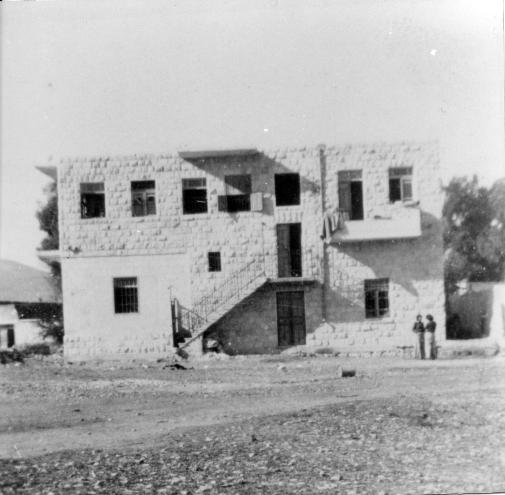
ممتلكات متروكة في بيسان بعد تهجير أهلها 1948

كانت عملية جدعون واحدة من آخر العمليات التي أطلقتها الهاغاناه قبل نهاية الانتداب البريطاني، كجزء من الحرب الأهلية بين عامي 1947 و 1948 في فلسطين الانتدابية. وكانت أهداف العملية هي الاستيلاء على بيسان (بيت شان)، وتطهير القرى المحيطة والمخيمات البدوية واغلاق أحد ممرات الدخول المحتملة لقوات شرق الأردن. وكانت جزءًا من خطة داليت. نفذ العملية لواء جولاني في الفترة ما بين 10-15 مايو 1948. وقاد أفراهام يوفي الكتيبة التي استولت على بيسان. في عام 1947، خصصت خطة الأمم المتحدة لتقسيم فلسطين، أراضي مدينة بيسان للدولة اليهودية المقترحة. من المحتمل أن تكون وحدات الإرجون قد شاركت في أجزاء من العملية. بعد العملية، استسلمت المدينة رسميًا وفر معظم سكانها. وانتقل معظم المسيحيين العرب إلى الناصرة.

## خلفية
كانت بيسان مدينة ذات أغلبية مسلمة وتقع في وسط وادٍ خصب يصل إلى نهر الأردن. تحتوي المنطقة على بقايا أثرية مصرية ويونانية وسامرية ويهودية ورومانية مهمة. وتقع المدينة على الطريق الرئيسي من العفولة وطبريا الذي كان أحد الطرق القديمة بين دمشق ومصر. خلال الانتداب البريطاني تم إنشاء عدد من القرى اليهودية في الوادي. وبنهاية الحرب العالمية الثانية، امتلك اليهود ثلث أراضي وادي بيسان. ثم مُنحت أراضي بيسان لليهود بموجب خطة التقسيم الصادرة عن الأمم المتحدة عام 1947.

## عملية
أنيط باللواء جولاني تنفيذ عملية «جدعون» الهادفة إلى الاستيلاء علی وادي بيسان إلى الجنوب من طبريا.
في ليلة 10-11 مايو، استولت قوات اللواء على قريتين بالقرب من بلدة بيسان وبدأت على الفور في تفجير المنازل. واستولت على المرتفعات القريبة من البلدة، وسيطرت على الطريق المؤدية إليها. وفي الليلة التالية أطلقت القوات قذائف هاون على بيسان. واتصل القائد يوفي هاتفيا بالزعماء المحليين في البلدة وهدد بهدم المدينة بالأرض.
في اليوم التالي استسلمت المدينة رسميًا وفر معظم سكانها. وبقي عدد قليل من السكان في بيسان طيلة شهر، وفي منتصف يونيو أمرهم الصهاينة بالرحيل عن المدينة وجری تحميل بعضهم في شاحنات واقتيدوا إلی نهر الأردن واجبروهم علی العبور إلی شرق الأردن، وحمل البعض في سيارات إلی الحدود السورية والبعض نقل البعض الی الناصرة.

## اعقاب
تمكنت قوات البالماخ قبل نهاية الانتداب البريطاني في إطار عملية «جدعون» من الاستيلاء علی مدينة بيسان، و۱۱ قرية من قراها، وتدمير الكثير منها، وطرد أهلها من منازلهم.
زعم يوسف ويتز من الصندوق القومي اليهودي أنه حصل على موافقة دافيد بن غوريون على برنامج التدمير المنهجي للقرى. لكن يبدو أن بن غوريون كان قلقا من تدمير بيسان. في 16 يونيو، أرسل رسالة إلى مقر جولاني: «اسأل أبراهام يوفي، هل صحيح أنه أحرق بلدة بيت شان (بيسان) كليًا أم جزئيًا، ووبأوامر من يتم فعل ذلك؟» يبدو أن هذا كان نتيجة لإثارة وزير الزراعة، أهارون زيسلينج، للقضية في اجتماع مجلس الوزراء للحكومة المؤقتة في نفس اليوم: «الدمار أثناء المعركة... شيء واحد. لكن بعد شهر وبدم بارد، خارج الحسابات السياسية  إنه شيء آخر تمامًا. هذا المسار لن يقلل من عدد العرب الذين سيعودون إلى ارض إسرائيل. انه سيزيد عدد أعدائنا».وفي 20 يونيو أثار وزير شؤون الأقليات، شالوم شيطريت أيضًا، موضوع تدمير القرى.

## المجتمعات العربية التي تم الاستيلاء عليها خلال العملية
| اسم        | تاريخ        | الدفاع عن القوات              | الفرقة                      | سكان                 |
| ---------- | ------------ | ----------------------------- | --------------------------- | -------------------- |
| الأشرفية   | 10 مايو 1948 | هرب القرويون                  | لواء جولاني                 | 230                  |
| فرونه      | 10 مايو 1948 | هرب القرويون إلى "شرق الأردن" | لواء جولاني                 | 330                  |
| بيسان      | 12 مايو 1948 | وحدات جيش التحرير العربي      | لواء جولاني                 | 5180 inc. 430 مسيحي  |
| الساخنة    | 12 مايو 1948 | غير متوفر                     | لواء جولاني                 | 820 inc. 290 يهودي   |
| الحميدية   | 12 مايو 1948 | غير متوفر                     | لواء جولاني                 | 320 inc. 100 يهودي   |
| سيرين      | 12 مايو 1948 | غير متوفر                     | جولاني                      | 810                  |
| الغزاوية   | 20 مايو 1948 | غير متوفر                     | لواء جولاني الكتيبة الرابعة | 1,640 inc. 620 يهودي |
| الفاتور    | 20 مايو 1948 | غير متوفر                     | غير متوفر                   | 110                  |
| عرب الصفا  | 20 مايو 1948 | غير متوفر                     | لواء جولاني                 | 650                  |
| كوكب الهوا | 21 مايو 1948 | غير متوفر                     | لواء جولاني الكتيبة الثالثة | 300                  |
| السامرية   | 27 مايو 1948 | غير متوفر                     | لواء جولاني الكتيبة الرابعة | 250                  |
| دنه        | 28 مايو 1948 | غير متوفر                     | لواء جولاني                 | 190                  |

## ببليوجرافيا
- وليد الخالدي كل ما تبقى(ردمك 0-88728-224-5) . يستخدم تعداد عام 1945 لأعداد السكان.
- بيني موريس، ولادة مشكلة اللاجئين الفلسطينيين، 1947-1949،(ردمك 0-521-33028-9) .